# Publius Salvius Iulianus (Jurist)

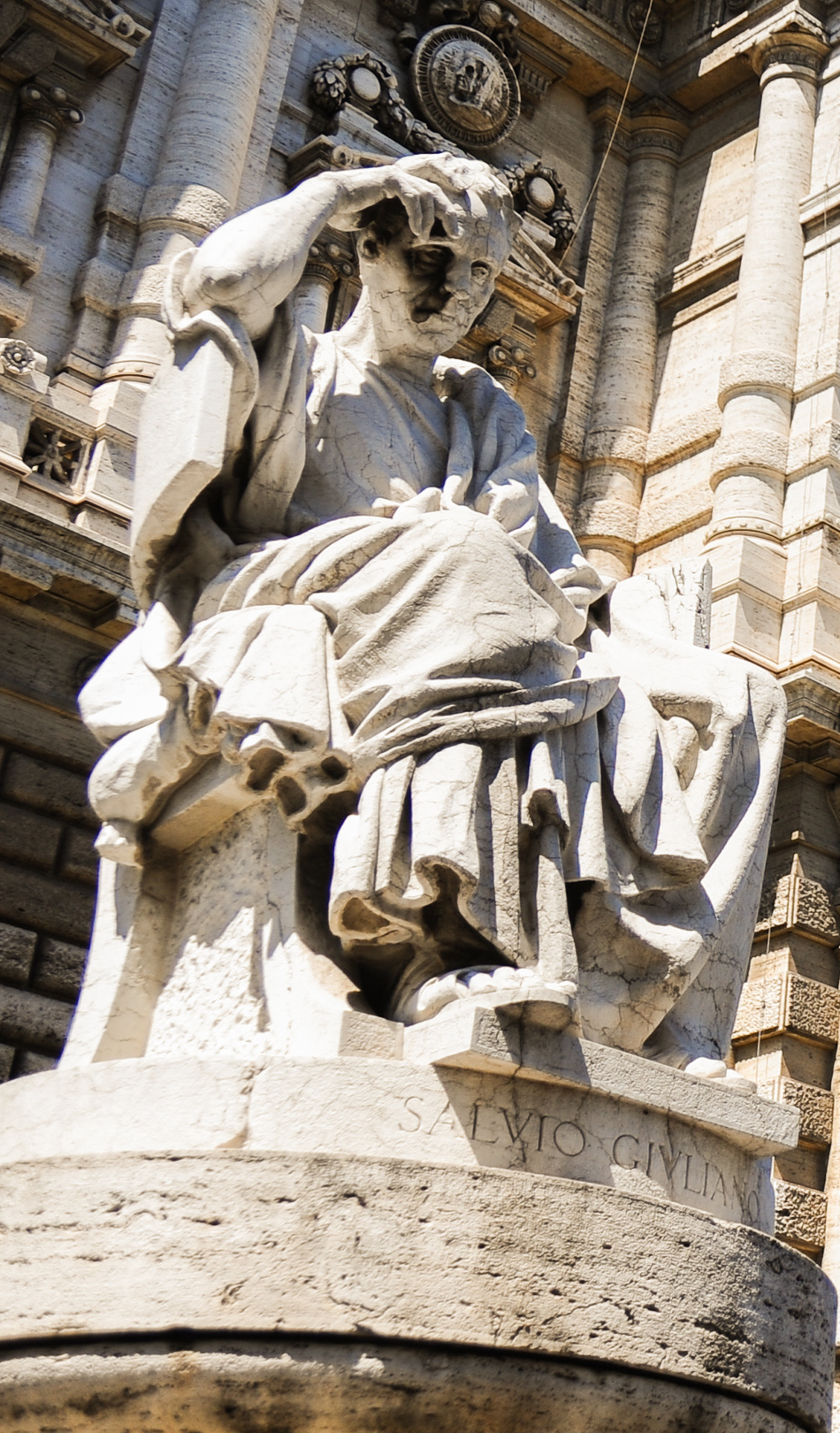
Publius Salvius Iulianus, Statue, Palazzo di Giustizia, Rom, Italien

Lucius Octavius Cornelius Publius Salvius Iulianus Aemilianus, verkürzt Julian, (* ca. 108) war ein römischer Politiker und ein bedeutender Jurist, insbesondere als Redakteur des edictum perpetuum und Protagonist einer „Theorie des Gewohnheitsrechts“.
Julian stammte aus Hadrumetum, einer Stadt in der römischen Provinz Africa. In seiner Karriere durchlief der den cursus honorum, die Ehrenlaufbahn eines römischen Politikers. Überliefert sind seine Quaestur und sein Volkstribunat unter Kaiser Hadrian (117–138). Unter Hadrian und den Folgekaisern Antoninus Pius und Mark Aurel war er zudem einflussreicher Senator. Um 138 bekleidete er seine erste hohe Magistratur, die Prätur. Er gehörte zum engen juristischen Beraterkreis im consilium, dem die Aufgabe oblag, den Senat bei seiner Gesetzgebung zu kontrollieren. Wahrscheinlich von 141 bis 147 war er als Ärarpräfekt tätig (praefectus aerarii Saturni item Militaris). Er leitete die sabinianische Rechtsschule und war zu Zeiten seiner Ausbildung Schüler des Javolen.
Im Jahr 148 war Julian ordentlicher Konsul. Dies bestätigt sowohl ein Militärdiplom vom März desselben Jahres, als auch die Fasti Ostienses. Um 151/2 wurde er als Legat von Germania inferior in die Provinzhauptstadt Colonia Claudia Ara Agrippinensium (Köln) versetzt. Auch für den Zeitpunkt dieses Amtes gibt ein Militärdiplom vom September 152 Auskunft. Anschließend kam Julian als Legat in die Provinz Hispania citerior (wohl 161–164) und im Amtsjahr 167/8 wurde er schließlich Prokonsul der Provinz Africa proconsularis. Von dort – aus Pupput – stammt eine Inschrift, die zur Erschließung des Lebenslaufs von Julian wichtig ist. Nach der Historia Augusta war Julian außerdem Praefectus urbi, doch ist diese Angabe nicht einwandfrei. Er gehörte dem Kollegium der Quindecimviri sacris faciundis an und war auch Pontifex. Sein Sohn Publius Salvius Iulianus wurde im Jahr 175 Konsul. 
Von Hadrian, dem er als Berater zur Seite stand, hatte er die Redaktion des edictum perpetuum (Endfassung des prätorischen Edikts) übertragen bekommen, mit der die Rationalisierung der prätorischen Rechtsschutzprogramme einherging. Julian war ein Freund der Kaiser Mark Aurel und Lucius Verus deren jeweiligem Beratungsgremium er angehörte. Er wirkte als juristischer Schriftsteller und Respondent. Hinterlassen hat er 90 libri digesta, dazu vier beziehungsweise sechs Bearbeitungen von Urseius Ferox und Minicius in den libri ad Urseium Ferocem und libri ex Minicio. Sein Schüler Sextus Caecilius Africanus hat zudem noch eine Sammlung der Entscheidungen des Julian herausgegeben (Quaestiones). Alle Schriften sind nur auszugsweise und teils verändert in den Digesten des spätantiken Kaisers Justinian I. (527–565) überliefert. Trotzdem ist die hervorragende Treffsicherheit der Entscheidungen und die Scharfsinnigkeit des Julian noch erkennbar. Viele von ihm gefundene Lösungen, die häufig von Entscheidungen anderer abwichen und Einfachheit sowie Ausgewogenheit anstrebten, gelten heute noch. Gerühmt werden vornehmlich seine Eleganz in der konkreten Veranschaulichung, seine sachlich klare Überzeugungskraft bei der Abfassung seiner Entscheidungen und seine Intuition. Julian ist gerade wohl deshalb der bedeutendste römische Jurist und gilt auch als einer der bedeutendsten Juristen aller Zeiten.

## Werke
- De ambiguitatibus liber singularis
- Digestorum libri XC
- Ad edictum libri? (Digesten 3,2,1.)
- Ex Minicio libri VI
- Ad Urseium Ferocem libri IV [ad im Titel zeigte erstmals keine Widmung mehr an[13]]